# Comuna de Mierzęcice
Mierzęcice (polaco: Gmina Mierzęcice) é uma gminy (comuna) na Polónia, na voivodia de Silésia e no condado de Będziński. A sede do condado é a cidade de Mierzęcice.
De acordo com os censos de 2004, a comuna tem 7305 habitantes, com uma densidade 142,5 hab/km².

## Área
Estende-se por uma área de 51,27 km², incluindo:
- área agricola: 67%
- área florestal: 15%

## Demografia
Dados de 30 de Junho 2004:
|                      | Total   | Total | Mulheres | Mulheres | Homens  | Homens |
| -------------------- | ------- | ----- | -------- | -------- | ------- | ------ |
|                      | pessoas | %     | pessoas  | %        | pessoas | %      |
| População            | 7305    | 100   | 3748     | 51,3     | 3557    | 48,7   |
| Densidade (pop./km²) | 142,5   | 100   | 73,1     | 73,1     | 69,4    | 69,4   |

De acordo com dados de 2002, o rendimento médio per capita ascendia a 1225,88 zł.

## Subdivisões
1. Mierzęcice
2. Mierzęcice Osiedle
3. Przeczyce
4. Toporowice
5. Boguchwałowice
6. Nowa Wieś
7. Sadowie
8. Najdziszów
9. Zawada

## Comunas vizinhas
- Bobrowniki, Ożarowice, Psary, Siewierz.